# آندژی ووآست
آندژی ووآست (لهستانی: Andrzej Włast؛ ‏ ۱۷ مارس ۱۸۸۵ – ۱ ژانویهٔ ۱۹۴۲) ترانه‌سرا، شاعر و موسیقی‌دان اهل لهستان بود.
وی ترانه‌نویس آهنگ مشهور «تانگو میلونگا / آه، بانو کلارا» در سال ۱۹۲۹ میلادی بود.
او دانش‌آموختهٔ دانشگاه ورشو بود و در جریان جنگ جهانی دوم به سبب تبار یهودی‌اش دستگیر و به گتوی ورشو منتقل شد. برخی می‌گویند او در اردوگاه مرگ تربلینکا کشته شد و برخی دیگر می‌گویند در خیابان‌های ورشو و با گلولهٔ سربازان نازی به قتل رسید.